# 中部山渓県立自然公園
中部山渓県立自然公園（ちゅうぶさんけいけんりつしぜんこうえん）は、徳島県が指定する県立自然公園である。

## 主な史跡・観光地
| 名所       | 位置                    | 備考                                                 |
| ---------- | ----------------------- | ---------------------------------------------------- |
| 殿川内渓谷 | 勝浦郡上勝町生実        | 二級水系・勝浦川上流部に位置する渓谷                 |
| 追立ダム   | 那賀郡那賀町坂州        | 一級水系・那賀川の支流である坂州木頭川に位置するダム |
| 川口ダム   | 那賀郡那賀町吉野        | 一級水系・那賀川に位置するダム                       |
| 長安口ダム | 那賀郡那賀町長安        | 一級水系・那賀川に位置するダム                       |
| 轟神社     | 阿南市新野町宮ノ北41    |                                                      |
| 轟の滝     | 海部郡海陽町平井        |                                                      |
| 焼山寺     | 名西郡神山町下分地中318 | 四国八十八箇所霊場の第十二番札所                     |
| 雨乞の滝   | 名西郡神山町            | 日本の滝百選に選定                                   |
| 神通滝     | 名西郡神山町            |                                                      |

## 関係自治体
- 阿南市
- 勝浦郡上勝町
- 那賀郡那賀町
- 海部郡海陽町
- 名西郡神山町